# Nightcaps
La ville de Nightcaps est une localité de la région du Southland dans l’Île du Sud de la Nouvelle-Zélande.

## Population
Selon le recensement 2013 en Nouvelle-Zélande (en) , sa population est de 294 habitants, constistuée de 165 hommes et 132 femmes. 
Le nombre des résidents est en déclin de 15 personnes depuis le recensement de 2006.

## Accès
La route State Highway 96/S H 96 (en) passe à travers la ville de Nightcaps sur son trajet entre la ville de Ohai et celle de Winton.

## Installation
La ville a un terrain de golf et deux écoles primaires, qui accueillent les enfants de la ville de Nightcaps, des zones rurales alentours et depuis la fermeture en 2003 de sa propre école, ceux de la ville de Ohai .

## média
La ville de NIghtcaps a un site web de communauté, conçu pour donner des informations concernant toutes les nouvelles et les membres existant de la communauté aux alentours TAKITIMU ONLINE

## Activités économiques
Nightcaps a une histoire plus industrielle comme la plupart des villes de la région du Southland du fait de la proximité des dépôts de charbon. 
Un chemin de fer privé fut construit à partir du terminus de la branche de Wairo (en) par le New Zealand Railways Department (en) vers Nightcaps, pour fournir un transport plus efficace pour le charbon exploité par la «Nightcaps Coal Company», qui avait ouvert peu de temps après que la ligne d’état n’ait atteint la ville de Wairio en 1909.
En 1918, une proposition fut faite de construire une autre ligne pour le transport du charbon autour de Ohai, et la construction de cette ligne fut vigoureusement contestée par la 'Nightcaps Coal Company', craignant une perte d’activité. Toutefois la construction fut approuvée en juillet 1919 avec une déviation à travers le village de 'Morley Village', considéré comme une partie de Nightcaps.
La première section de la ligne comprenant celle desservant 'Morley Village', ouvrit le 1er septembre 1920.
La ville d’Ohai fut atteinte quatre années plus tard mais en 1925, la 'Nightcaps Coal Company' cessa de fonctionner.
Elle céda la main sur sa ligne de chemin de fer au «Railways Department», qui la démantela en 1926 dans la mesure où la ligne de Ohai était capable d’assurer le trafic à partir de Nightcaps.
La ligne de Ohai continua de fonctionner principalement pour le transport du charbon et elle est une des rares lignes rurales à persister comme simple embranchement ferroviaire parmi les nombreuses lignes, qui existaient autrefois dans l’ensemble de la Nouvelle-Zélande. C’était une partie du réseau du réseau national du chemin de fer depuis le 1er juin 1990.